# بیمارستان نفت اهواز
بیمارستان بزرگ نفت اهواز زیر مجموعه سازمان بهداشت و درمان صنعت نفت می‌باشد در فروردین ماه سال ۱۳۷۹ با ظرفیت ۳۵۰ تختخواب و زیربنای ۴۴۰۰۰ متر مربع در سه راه فرودگاه- ابتدای جاده شهرک نفت افتتاح گردید.
این بیمارستان مخصوص کارکنان شرکت ملی نفت است و به صورت آزاد هم شهروندان بیمار را پذیرش می کند.

## بخش‌های بیمارستان
مشتمل بر بخش‌ها و قسمت‌های اورژانس و OPD ،بخش‌های مختلف بستری (داخلی،جراحی،ccu ،Icu ،زنان و زایمان و...)، رادیولوژی،توانبخشی(فیزیوتراپی،کاردرمانی و گفتار درمانی) کلینیک‌های تخصصی،داروخانه تخصصی،داروخانه عمومی و تخصصی،اتاق عمل بزرگ،حوادث و دیالیز افتتاح شد و سپس مجتمع خدمات تشخیصی شبانه روزی سروش ( MRI با قدرت میدان مغناطیسی ۵/۱ تسلا،سی تی اسکن اسپایرال،ماموگرافی همراه با استروتاکسی با قدرت نمونه برداری از تومورهای سینه در محل عکسبرداری ، سنگ شکن و آنژیوگرافی قلب) و به دنبال دآن بخش‌های جراحی قلب، اینترونشنال و فوق تخصصی به مجموعه فوق اضافه شد.

## افتخارات
این بیمارستان در زمینه استقرار نظام حاکمیت بالینی موفق عمل کرده و در نخستین جشنواره حاکمیت بالینی که در بهمن ماه سال ۱۳۹۰ در تهران و با حضور وزیر بهداشت برگزار شده بود همراه با دو بیمارستان دیگر از استان خوزستان حائز رتبه برتر شدند.
همچنین در تاریخ ۸ بهمن ۱۳۹۱ این بیمارستان برای دومین سال پیاپی و به عنوان تنها بیمارستان از استان خوزستان موفق به دریافت تندیس طلایی و لوح تقدیر از دومین جشنواره کشوری حاکمیت بالینی شد.
درجه یک معرفی شدن طی ۱۱ سال متوالی و ارزشیابی عالی از سوی دانشگاه علوم پزشکی اهواز نیز از دیگر افتخارات این بیمارستان می‌باشد.